# Komputerowa gra sportowa
Komputerowa gra sportowa – gatunek gier komputerowych, których tematyką są dyscypliny sportowe związane z aktywnością fizyczną. Gry sportowe symulują wybrane aspekty prawdziwej lub wymyślonej dyscypliny sportowej, wymagając od gracza umiejętności powiązanych ze zręcznością i myśleniem strategicznym.

## Charakterystyka
Komputerowe gry sportowe dzielą się na dwa podgatunki. W pierwszym gracz kieruje bezpośrednio zawodnikami w spotkaniach sportowych, a zarządzanie drużynami należy do opcjonalnych funkcji gry. W drugim natomiast, gracz nie posiada bezpośredniej kontroli nad zawodnikami, a jego zadaniem jest zarządzanie drużyną sportowców - ten typ gry jest nazywany menedżerem sportowym albo grą menedżerską (ang. manager game). Wysuwany jest również podział gier sportowych na symulacyjne (próbujące wiernie oddać realia danej dyscypliny), zręcznościowe (gry ukierunkowane na akcję i upraszczające zasady rozgrywki, na przykład komórkowe) oraz menedżerskie. Gry sportowe symulują różne dyscypliny: gry zespołowe (na przykład piłkę nożną, koszykówkę, hokej na lodzie), dyscypliny związane z lekkoatletyką (podgatunek „olimpiad”), sporty walki (boks, wrestling) czy też sporty ekstremalne (snowboarding, skateboarding).
Głównym trybem rozgrywki w grach związanych ze sportami zespołowymi jest zwykle wirtualny mecz, podczas którego gracz może przerwać rozgrywkę, aby, na przykład, wymienić zawodników lub opracować nową taktykę. Inne tryby gry, związane z innymi właściwościami danej dyscypliny, umożliwiają sprawdzenie zdolności i statystyk sportowców, zatrudnianie bądź sprzedawanie zawodników, zmianę posiadanego składu czy też sprawdzanie terminarza spotkań. Menu gry w takich trybach często jest ilustrowane tabelami i wykresami.
Zasady rozgrywki w grach sportowych zwykle są podobne do istniejących w prawdziwych dyscyplinach sportowych. Tryby rozgrywki zależą od dyscypliny, na przykład w symulacjach sportów zespołowych gracz może zagrać pojedyncze spotkanie, poprowadzić drużynę w jednym sezonie, turnieju albo na przestrzeni lat; w tym ostatnim przypadku często dostępne są opcje charakterystyczne dla zawodu menedżera.